# Simon Springer

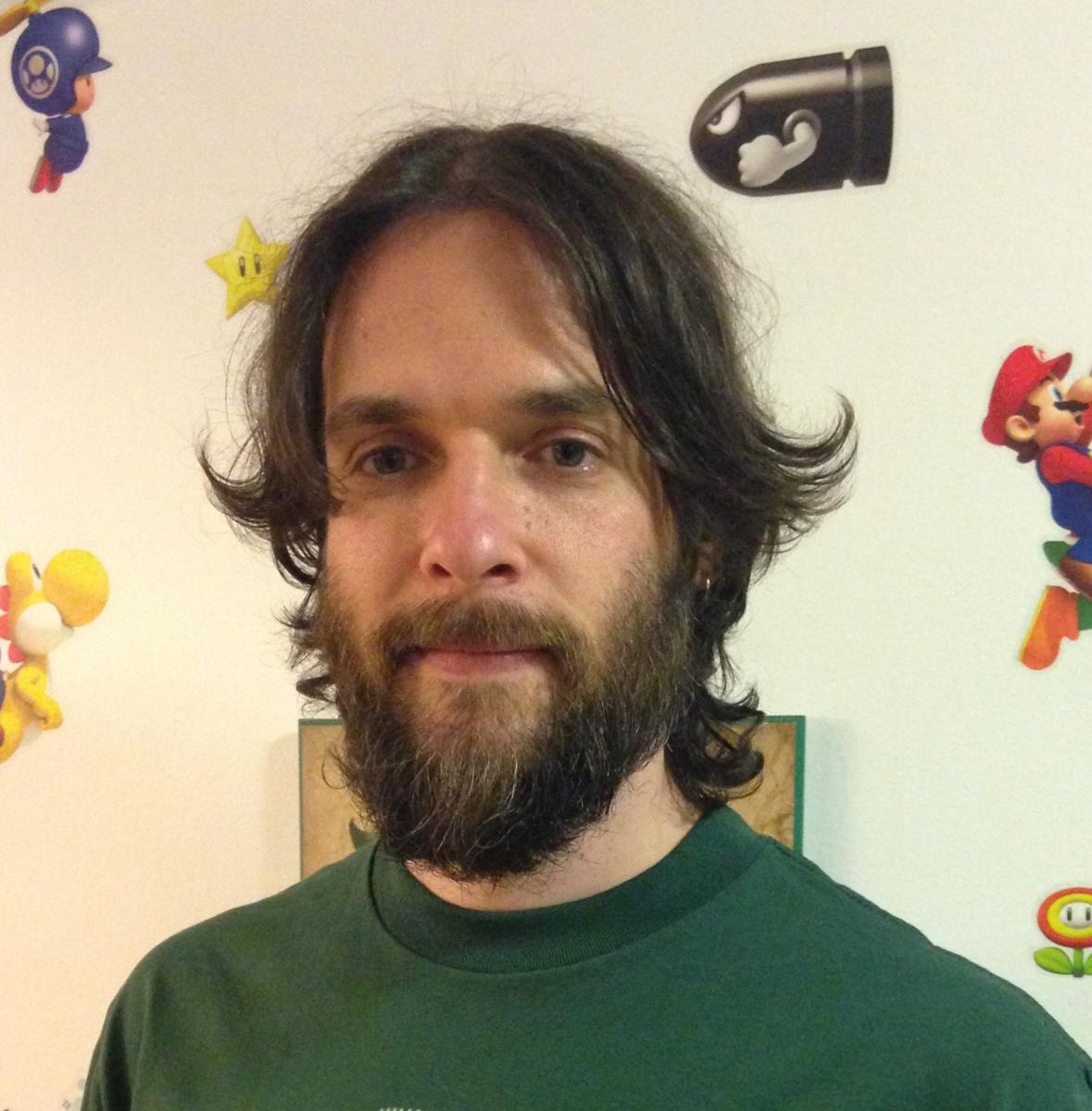
Simon Springer, 2017

Simon Daniel Springer (* 8. März 1976) ist ein kanadischer Geograph, der sich mit Politischer und Sozialgeographie sowie geographischer Entwicklungsforschung befasst. Er verbindet Ideen des Anarchismus bzw. Postanarchismus und mit seiner humangeographischen Forschung. Springer ist seit 2018 Professor für Humangeographie an der University of Newcastle in Australien.

## Leben
Nach dem Studium an der University of Northern British Columbia (B.A. 2003) und der Queen’s University in Ontario (M.A. 2005) promovierte Springer 2009 an der University of British Columbia mit einer Arbeit über die „Neoliberalisierung der Gewalt: (post)marxistische politische Ökonomie, Poststrukturalismus und die Produktion von Raum in Kambodscha ‚nach dem Konflikt‘“ zum Ph.D. Er lehrte als Assistant Professor für Politische Geographie an der National University of Singapore (2009–10) und als Lecturer für Politische und Sozialgeographie an der University of Otago in Neuseeland (2010–12). 
2012 wurde er an die University of Victoria in der kanadischen Provinz British Columbia berufen, wo er als Assistant Professor, ab 2015 Associate Professor und ab Juli 2018 als ordentlicher Professor für Politische und Entwicklungsgeographie lehrte. Im Dezember 2018 wechselte er an die University of Newcastle im australischen Bundesstaat New South Wales, wo Springer die Professur für Humangeographie innehat, Direktor des Zentrums für Stadt- und Regionalstudien sowie seit Ende 2019 Leiter des Fachbereichs Geographie und Umweltstudien ist.
Simon Springer untersucht die Beziehungen zwischen Neoliberalismus, Gewalt, Staatlichkeit und Biopolitik („biopolitics“) vor dem Hintergrund einer poststrukturalistischen Kritik und einer neu gedachten anarchistischen Philosophie (Postanarchismus). Er benennt die Dialektik zwischen zeitgenössischen politischen Regimen und einem anhaltenden primitiven Glauben an Akkumulation. Geographische Bezüge stellt er durch theoretische Arbeiten zur Konstruktion von Raum her.
Springer arbeitet stark zur politischen Transformation in Kambodscha. Er ist Atheist, Veganer, Straight Edger, bezeichnet sich als Pazifist und schickt seine Kinder nicht zur Schule (Unschooling).

## Publikationen
- The Discourse of Neoliberalism. An Anatomy of a Powerful Idea. Rowman & Littlefield, Lanham 2016, ISBN 978-1-78348-651-9 (englisch, Informationen beim Verlag).
- The Anarchist Roots of Geography. Toward Spatial Emancipation. 1. Auflage. University of Minnesota Press, Minneapolis 2016, ISBN 978-0-8166-9773-1 (englisch, Informationen beim Verlag).
- Richard J. White, Simon Springer, Marcelo Lopes de Souza (Hrsg.): The Practice of Freedom. Anarchism, Geography, and the Spirit of Revolt (= Transforming Capitalism). Rowman & Littlefield, Lanham 2016, ISBN 978-1-78348-663-2 (englisch, Informationen beim Verlag).
- Marcelo Lopes de Souza, Richard J. White, Simon Springer (Hrsg.): Theories of Resistance. Anarchism, Geography, and the Spirit of Revolt (= Transforming Capitalism). Rowman & Littlefield, Lanham 2016, ISBN 978-1-78348-666-3 (englisch, Informationen beim Verlag).
- Simon Springer, Marcelo Lopes de Souza, Richard J. White (Hrsg.): The Radicalization of Pedagogy. Anarchism, Geography, and the Spirit of Revolt (= Transforming Capitalism). Rowman & Littlefield, Lanham 2016, ISBN 978-1-78348-669-4 (englisch, Informationen beim Verlag).
- Violent Neoliberalism: Development, Discourse and Dispossession in Cambodia. Palgrave MacMillan, New York 2015, ISBN 978-1-137-48532-8 (englisch, Informationen beim Verlag).
- Cambodia’s Neoliberal Order: Violence, Authoritarianism, and the Contestation of Public Space. Routledge, New York 2010, ISBN 978-0-415-56819-7 (englisch, Informationen beim Verlag).
- "Fuck neoliberalism", acme journal, vol. 15, n.2, 2016